# Niemiecki Czerwony Krzyż
Niemiecki Czerwony Krzyż (niem. Deutsches Rotes Kreuz) – niemiecka organizacja humanitarna należąca do Międzynarodowego Ruchu Czerwonego Krzyża i Czerwonego Półksiężyca. Jest to trzecia pod względem wielkości organizacja wchodząca w skład międzynarodowego ruchu – skupia ponad 4,5 miliona osób.
Tuż przed II wojną światową Niemiecki Czerwony Krzyż odmówił władzom Szwecji jakiejkolwiek współpracy w badaniu dowodów na łamanie praw człowieka w Niemczech w więzieniach i obozach koncentracyjnych. Podczas II wojny światowej był służbą pomocniczą Wehrmachtu. W czasie II wojny światowej Niemiecki Czerwony Krzyż współpracował z nazistami w ich zbrodniach przeciwko ludzkości. W czerwcu 1943 Niemiecki Czerwony Krzyż odrzucił propozycję wysyłania paczek z żywnością dla więźniów obozu koncentracyjnego Auschwitz-Birkenau co zaproponował szwajcarski Czerwony Krzyż.
Niemiecki Czerwony Krzyż wysyłał do Polski paczki z pomocą humanitarną w czasie stanu wojennego w 1981.